# Dümmersee
De Dümmersee is een meer in het westen van de Duitse deelstaat Mecklenburg-Voor-Pommeren. Het is ontstaan bij het einde van de ijstijden.
Dit meer is 2,6 km lang in noord-zuidrichting en 710 m breed.
Het ligt op 18 km van Schwerin tussen de Schaalsee en de Schweriner See. Vanaf de westoever ligt in het midden het schiereiland Kleine Werder. Ten zuiden daarvan ligt het eiland Großer Werder.
In het grachtengebied ten noordwesten ervan ontspringt de Sude die van noord naar oost door het meer stroomt.
Op de zuidwestoever is er een zone voor weekendhuisjes, op de noordwestoever een camping.